# Cine este Moș Crăciun? (film din 1994)
Cine este Moș Crăciun? (în engleză: The Santa Clause) este un film fantastic american comedie de familie din 1994 regizat de John Pasquin. Tim Allen interpretează rolul lui Scott Calvin, un om obișnuit care accidental face ca Moș Crăciun să cadă de pe acoperișul casei sale în Ajunul Crăciunului. După ce îmbracă haina Moșului, el și cu fiul său Charlie sunt transportați la Polul Nord unde  află că trebuie neapărat să devină noul Moș Crăciun pentru a salva Crăciunul.
Este prima colaborare a lui Allen cu regizorul Pasquin după ce au lucrat împreună la serialul TV Home Improvement. Pasquin și Allen vor lucra împreună după acest film la Jungle 2 Jungle, Joe Somebody și la un alt serial TV, Last Man Standing.
Filmul are două continuări,  Moș Crăciun caută Crăciuniță (The Santa Clause 2) (2002) și Familia lui Moș Crăciun (The Santa Clause 3: The Escape Clause) (2006).

## Prezentare
Scott Calvin este un tată divorțat a cărei fostă sotie, Laura, este acum căsătorită cu psihiatrul Neal Miller.  Charlie își petrece Ajunul Crăciunului cu tatăl său. Acesta arde curcanul de Crăciun, forțându-i să mănânce la un restaurant Denny's. Noaptea, Scott Calvin și Charlie sunt treziți de sunete ciudate de pe acoperiș. Aceștia descoperă un om pe acoperiș, care din greșeală cade atunci când Scott strigă la el, apoi dispare lăsând costumul lui Moș Crăciun în zăpadă și opt reni cu o sanie pe acoperiș. Charlie îl convinge pe Scott să-și pună costumul ca să termine munca lui Moș Crăciun.
La început ezitant, Scott în cele din urmă conduce sania, se îmbracă cu celebrul costum și împarte cadouri. După ce Charlie și tatăl său au aterizat într-un atelier subteran ascuns sub gheața de la Polul Nord, Bernard, unul dintre elfi, îi spune lui Scott că în mod oficial este noul Moș Crăciun.
A doua zi, spre deosebire de fiul său, Scott consideră că toate aceste incidente au fost doar un vis; dar curând se va convinge de contrariu: în doar câteva zile crește în greutate cu peste treizeci de kilograme; părul și barba cresc rapid și albește.  Scott va accepta în cele din urmă soarta sa.

## Distribuție
| Actor             | Personaj                   | |
| ----------------- | -------------------------- | --- |
| Tim Allen         | Scott Calvin / Moș Crăciun | Protagonist. Este un om cinic și obișnuit care devine Moș Crăciun pe parcursul a 11 luni.                                  |
| Wendy Crewson     | Laura Calvin Miller        | Fosta soție a lui Scott, care este sfâșiată între opiniile soțului său (Miller) și credința lui Scott că este Mos Crăciun. |
| Judge Reinhold    | Dr. Neil Miller            | Al doilea soț al Laurei. Este un psihiatru blând dar critic care crede că Scott delirează.                                 |
| Eric Lloyd        | Charlie Calvin             | Fiica inocentă a lui Scott.                                                                                                |
| David Krumholtz   | Bernard Elful              | Un elf sarcastic adolescent precum și șeful elfilor lui Moș Crăciun                                                        |
| Peter Boyle       | Dl Whittle                 | Supervizorul lui Scott de la Fabrica de Jucării                                                                            |
| Larry Brandenburg | Detectiv Nunzio            | Antagonistul principal |
| Judith Scott      | Susan Perry                | |

## Producție
Filmările au avut loc  în Oakville, Ontario, un oraș din Greater Toronto Area, care a servit, de asemenea, ca orașul Lakeside, Illinois.

## Primire
Filmul a avut încasări de peste 144 milioane dolari americani în Statele Unite și Canada și peste 189 de milioane $ la nivel mondial, fiind un succes de box-office. A devenit un film clasic de Crăciun. Freeform and AMC transmit acest film în perioada sărbătorilor de iarnă, beneficiind de un număr mare de telespectatori.
În 1994 a fost nominalizat la Premiul Saturn pentru cel mai bun film fantastic care a fost în cele din urmă câștigat de Forrest Gump.

## Legături externe
- Cine este Moș Crăciun? la Internet Movie Database
- Cine este Moș Crăciun? (film din 1994) la Allmovie
- The Santa Clause la Ultimate Disney
- Cine este Moș Crăciun? (film din 1994) la CineMagia